# Pseuderanthemum longifolium
Pseuderanthemum longifolium là một loài thực vật có hoa trong họ Ô rô. Loài này được (G. Forst.) Guilaumin miêu tả khoa học đầu tiên năm 1943.